# Olga Sinclair
Pour les articles homonymes, voir Sinclair.
Olga Sinclair est une artiste peintre panaméenne née le 14 février 1957.

## Biographie
Olga Sinclair est la fille d'Alfredo Sinclair (en), lui aussi artiste peintre. 
En 2014, elle organise un projet à Panama City visant à battre le record de l’œuvre peinte par le plus de personnes simultanées. L'objectif est atteint avec la réalisation par 5 084 enfants d'une fresque célébrant les 100 ans du canal de Panama,.